# Jevhen Pavljuk
Jevhen Serhijovyč Pavljuk (in ucraino Євген Сергійович Павлюк?; 18 agosto 2002) è un calciatore ucraino, difensore del Vorskla.

## Caratteristiche tecniche
È un difensore centrale.

## Carriera
Ha giocato sempre con la maglia del Vorskla in Prem"jer-liha. Il 16 luglio 2020 mette a segno la sua prima rete da professionista, in occasione dell'incontro di campionato perso per 1-2 contro il Mariupol'.